# Club Atlético Unión
O Club Atlético Unión (Também conhecido como Unión de Santa Fe) é um clube do futebol argentino da cidade de Santa Fé, capital da província de Santa Fé. Atualmente disputa a Primera División do Campeonato Argentino de Futebol.

## História
Foi fundado no dia 15 de abril de 1907. Em 1966 ganhou pela primeira vez o acesso a Primera División Argentina. Jogou nesta por vários anos alternando com períodos na segunda divisão. Suas cores são o branco e o vermelho. Atualmente disputa a Primeira Divisão argentina.
Os jogadores mais conhecidos da história da equipe são Leopoldo Luque, campeão mundial com a Argentina na copa de 1978, e Nery Pumpido, goleiro também campeão do mundo no México em 86.
Em 1979, o clube conseguiu o seu melhor resultado no Campeonato Argentino, quando chegou até a final e foi derrotado pelo River Plate, obtendo o vice-campeonato e garantindo ascesso a Copa Libertadores da América de 1980, sendo eliminado na primeira fase da competição.
Na temporada 2010-11, o clube realizou um grande campanha na Primera B Nacional (Segunda Divisão Nacional) onde conseguiu o vice-campeonato e consequentemente o acesso direto à Primeira Divisão do Campeonato Argentino de Futebol, depois de 7 temporadas na Segunda Divisão.
Na quarta rodada da Temporada 2011-12 da Primeira Divisão, o clube conseguiu um grande feito ao derrotar o seu maior rival Colón de Santa Fé, por 2 a 0 na casa do rival. Depois de permanecer duas temporadas na Primeira Divisão, na temporada 2012-13 o clube não conseguiu fazer uma boa campanha e acabou rebaixado para Primera B Nacional, equivalente a segunda divisão da Argentina.

## Torcida
Os torcedores do Unión são conhecidos como Tatengues ou Unionistas, sendo muito popular entre os moradores da cidade de  Santa Fé e arredores, tendo em torno de 18 mil sócios. 

## Estádio
Seu estádio, que tem capacidade para aproximadamente 28 mil espectadores, tem o nome de 15 de Abril e foi inaugurado em 29 de Abril de 1929.

## Rivalidade
Seu maior rival é o  Colón de Santa Fé, clube da mesma e as duas equipes fazem o chamado Clássico Santafesino.
* Atualizado em 23 de abril de 2016  
| Estatísticas                    |     |
| Número de partidas              | 105 |
| Vitórias do Club Atlético Unión | 37  |
| Vitórias do Club Atlético Colón | 31  |
| Empates                         | 37  |
| Número de gols do Unión         | 128 |
| Número de gols do Colón         | 116 |

Também possui rivalidades com o Newell's Old Boys e com o Rosario Central, ambos clubes da cidade de  Rosário que fica na mesma província e é uma das maiores cidades argentinas e que disputa com  Santa Fé a hegemonia política e econômica sobre a província de  Santa Fé.

## Outros esportes
No clube também se praticam outros esportes como esgrima, basquetebol, hockey, Tiro com arco, bocha, voleibol, pólo, patinação, karatê, natação, cricket e softball.
A Equipe de Basquete participa atualmente na Liga Nacional de Básquet (Primeira Divisão). Carlos Delfino, jogador da NBA e campeão olímpico com a seleção Argentina em Atenas 2004, começou sua carreira no clube.

## Títulos
- Segunda División Argentina: 1966

## Campanhas de Destaque
- Primera División Argentina: 1979 (vice-campeão), 1978 (3º)
- acesso a Primera División Argentina: 1966, 1968, 1974, 1989, 1996, 2011, 2014